# Julia Winter
Julia Winter (Estocolmo, Suecia, 17 de marzo de 1993) es una actriz sueca-británica, principalmente conocida por interpretar a Veruca Salt en la película Charlie y la fábrica de chocolate (2005).

## Biografía
Winter nació el 17 de marzo de 1993 en la ciudad de Estocolmo, Suecia, como la mayor de tres hermanos. Sus padres poseen nacionalidad británica. Asistió al internado sueco Sigtunaskolan Humanistiska Läroverket, aunque la mayor parte de su infancia vivió en Londres.
Winter era estudiante en una escuela de teatro e interpretación, antes del que sería su primer trabajo profesional como actriz en Charlie y la fábrica de chocolate, película que protagonizó junto a Johnny Depp. Se retiró de la actuación en 2006.
Se sabe que entre sus aficiones se encuentra la hípica, tenis, gimnasia, natación y tocar el piano.

## Filmografía
| Año  | Película                          | Papel       | Notas         |
| ---- | --------------------------------- | ----------- | ------------- |
| 2005 | Charlie y la fábrica de chocolate | Veruca Salt |               |
| 2006 | Dick & Dom in da Bungalow         | Ella misma  | Episodio 5.47 |